# La Soledad, San Juan Colorado
La Soledad är en ort i Mexiko.   Den ligger i kommunen San Agustín Chayuco och delstaten Oaxaca, i den sydöstra delen av landet, 400 km söder om huvudstaden Mexico City. La Soledad ligger 321 meter över havet och antalet invånare är 372.
Terrängen runt La Soledad är huvudsakligen kuperad, men söderut är den platt. Runt La Soledad är det ganska glesbefolkat, med 34 invånare per kvadratkilometer. Närmaste större samhälle är San Lorenzo, 10,9 km söder om La Soledad. Omgivningarna runt La Soledad är en mosaik av jordbruksmark och naturlig växtlighet.